# Atco Records
Atco Records je americké hudební vydavatelství vlastněné společností Warner Music Group, v současné době působí prostřednictvím Rhino Entertainment.

## Atco Records artists
- AC/DC
- Allman Brothers Band (Capricorn/Atco)
- The Beatles
- Bad Company
- Jeff Beck
- Bee Gees
- Chuck Berry
- Black Oak Arkansas
- Blackfoot
- Blind Faith
- Blues Image
- Jack Bruce
- Buffalo Springfield
- Cactus
- Cher
- Eric Clapton
- The Coasters
- Cream
- Spencer Davis Group
- Dr. John
- Dream Theater
- Dave Edmunds
- Peter Gabriel
- Art Garfunkel
- Genesis
- Hawkwind
- Humble Pie
- INXS
- Iron Butterfly
- Manowar
- New York Dolls
- Stevie Nicks (Modern/Atco)
- Pantera
- Queensryche
- Otis Redding
- Roxy Music
- Pete Townshend
- The Troggs
- Vanilla Fudge
- Stevie Wright
- Yes
- další